# Manuel Frederick
Manuel Frederick   (Districte de Kannur, 20 d'octubre de 1948) és un jugador d'hoquei sobre herba indi, ja retirat, guanyador d'una medalla olímpica.
El 1972 va prendre part en els Jocs Olímpics d'Estiu de Munic, on va guanyar la medalla de bronze en la competició d'hoquei sobre herba.
El 2019 el Ministeri de Joventut i Esports li va atorgar el Premi Dhyan Chand per la seva trajectòria en l'esport.